# La Muntanya dels set cercles
La Muntanya dels set cercles (The Seven Storey Mountain) és una autobiografia de Thomas Merton, del 1948, monjo trapenc i un conegut autor de les dècades dels 1940, 1950 i 1960. Merton va acabar el llibre en 1946 als 31 anys, cinc anys després d'entrar en l'Abadia de Getsemaní, a prop de Bardstown, Kentucky. El títol es refereix a la muntanya del Purgatori de Dante en La Divina Comèdia.
La Muntanya dels set cercles va ser publicada el 1948. La primera impressió va ser planejada per a 7.500 còpies, però les vendes de pre-publicació van superar les 20.000. Per a maig de 1949, ja van ser impreses 100.000 còpies i, d'acord amb el temps, va ser un dels llibres més venuts de no-ficció als EUA l'any 1949. De l'edició original en tapa dura, finalment, se'n van vendre més de 600.000 còpies, i les vendes de butxaca superaven els tres milions el 1984. El llibre s'ha mantingut constantment en premsa, i ha estat traduït a més de quinze idiomes. Existeix una traducció al català de Guillem Colom publicada el 1963.
A més d'estar a la llista dels 100 millors llibres de no ficció del segle segons la National Review, també va ser esmentat en els 100 Christian Books That Changed the Century (100 Llibres cristians que van canviar el segle) de William J. Petersen (2000).